# Wilhelm Matthießen
Wilhelm Matthießen (Gemünd, 8 augustus 1891 – Bogen, 26 november 1965) was een Duitse schrijver.

## Leven
Als de zoon van een ambtenaar ging Matthießen naar het gymnasium in Düsseldorf en studeerde daarna filosofie, geschiedenis, Duits en theologie aan de universiteiten van Bonn en Berlijn. In 1917 promoveerde hij in Bonn als doctor in de wijsbegeerte op een proefschrift over Paracelsus. Hij was korte tijd soldaat in de Eerste Wereldoorlog, maar werd wegens ziekte ontslagen. Vanaf 1917 woonde hij als freelance schrijver in München. Op aanraden van de uitgever Hans von Weber publiceerde hij fantastische, door Duitse romantiek beïnvloede romans, verhalen en sprookjes voor kinderen. Daarnaast redigeerde hij verschillende delen van de volledige Paracelsus-uitgave; in 1920 en 1921 was hij lid van de redactie van het katholieke cultuurtijdschrift Hochland.
In 1924 keerde Matthießen naar het Rijnland terug. De jaren daarop woonde hij met zijn gezin in een voormalig jachthuis in het Kottenforst bij Bonn. Bij de uitgeverijen Herder en Schaffstein verschenen tot 1945 talloze boeken van hem met sprookjes en exotische avonturenverhalen naar het voorbeeld van Karl May, die Matthießen zeer bewonderde. Het meest succesvolle werk van Matthießen was de school- en detectiveroman Das Rote U, gepubliceerd in 1932.
De katholieke Matthießen, wiens werken al vroeg werden gekenmerkt door een voorliefde voor de Noords-Germaanse mythologie, ontwikkelde zich onder invloed van de Ludendorffianer tot radicale antisemiet en Kerkhater. Tijdens Nazi-Duitsland verkondigde hij zijn overtuigingen in werken als Der Schlüssel zur Kirchenmacht (1937), Israels Geheimplan der Völkervernichtung (1938) en Kleines Bibellexikon für das deutsche Volk (1939). In 1939 ging Matthießen opnieuw terug naar München, waar hij tot 1945 als bibliothecaris werkte.
Na 1945 woonde Matthießen in Steinach in Neder-Beieren. Zonder afstand te nemen van zijn opruiende pamfletten, publiceerde hij vanaf 1949 opnieuw - bewust apolitieke - kinderboeken en jongerenboeken. Ofschoon het grootste deel van Matthießens omvangrijke oeuvre inmiddels in vergetelheid is geraakt, zijn kinderboeken zoals Das rote U, Das alte Haus en Die grúne Schule nog steeds verkrijgbaar. De uitgever verwijst pas sinds een paar jaar naar het politieke verleden van de auteur. In de Sovjet-zone en de vroegere DDR stonden na 1945 zeven werken van Matthießen op de Liste der auszusondernden Literatur.

## Werken
- Die Form des religiösen Verhaltens bei Theophrast von Hohenheim, gen. Paracelsus, Düsseldorf 1917
- Die Nacht im Bücherschrank, München 1918
- Hans der Räuber und Margret die Zauberin, München 1919
- Der große Pan, Leipzig [u. a.] 1920
- Der Himmelküster, München 1920
- James C. W. Plum Kabeuschen oder Der große Meister, Leipzig [u. a.] 1920
- Julnächte, Hartenstein [u. a.] 1920
- Nachrichten von Wolf Holderkautzens Leben, Taten und Meinungen, Leipzig [u. a.] 1920
- Regiwissa, Leipzig [u. a.] 1920
- Das Ende derer von Knubbelsdorf und zwei andere Abenteuer des Weltdetektivs Kabeuschen, Leipzig [u. a.] 1921
- Karl Mays wunderbare Himmelfahrt und zwei andere Märchen, Leipzig [u. a.] 1921
- Der verlorene Hund oder Das Mondkalb, Leipzig [u. a.] 1921
- Das Gespensterschloß, Leipzig [u. a.] 1922
- Musikalische Märchen, München 1922
- Das alte Haus, Freiburg 1923
- Auf dem Dache der Welt, Zürich 1923
- Die Königsbraut, Regensburg 1923
- Die Schatzgräber, Ludwigsburg 1923
- Die Sündflut, Berlin 1923
- Karlemann und Flederwisch oder Was zwei lustige Gesellen auf  ihrer merkwürdigen Weltreise erlebten, Freiburg i. Br. 1926
- Regilindenbrunn, Leipzig 1926
- Das Totenbuch, Köln 1926
- Der Herr mit den hundert Augen, Freiburg i. B.
  - 1 (1927)
  - 2. Der Nordlandzug des Herrn mit den hundert Augen, 1928
  - 3. Die Räuberjagd, 1929
- Das Engelkind, Freiburg i.Br. 1928 (zusammen mit Ernst Rieß)
- Görres, Rottenburg a. Neckar 1928
- Die Katzenburg, Freiburg i. B. 1928
- Im Turm der alten Mutter, Freiburg i. Br. 1930
- Die alte Gasse, Stuttgart 1931 (zusammen mit Else Wenz-Viëtor)
- Der brave Knipperdalles und andere Märchen, Stuttgart 1931
- Deutsche Hausmärchen, München 1931
- Die Glocke im Berg, Dülmen 1931
- Die grüne Schule im Märchenwald beim alten Haus, Freiburg 1931
- Die klugen Bauern von Hörnum, Halle 1931
- Die Meisterfahrt des Herrn mit den 100 Augen, Freiburg 1931
- Sankt Martin, Freiburg 1931
- Briefe an eine kranke Freundin, Köln 1932
- Die Hühnerkirmes und andere Märchen und Geschichten, Halle 1932
- Das rote U, Köln 1932
- Das geheimnisvolle Königreich, Köln 1933
- Heilige Erde, München 1933
- Der Kauzenberg, Köln 1933
- Nemsi Bey, Köln
  - 1 (1933)
  - 2. Unter den Komitadschis, 1934
  - 3. Am Goldenen Horn, 1933
  - 4. Am Goldenen Horn, 1933
- Litill, der Zwerg vom Osterhasenberg, Bochum 1934
- Märchen aus Kabeuschen seinem Häuschen, Bochum 1934
- Max und die drei, Köln 1934
- Die Augen der Jelena, München 1935
- Schatzgräber am Hollenstein, Bochum 1935
- Das Zauberflötchen, Berlin 1935
- Die kleinen Räuber, Köln 1936
- Lieselümpchen, Köln 1936
- Der stille Brunnen, Köln 1936
- Hans in der Schule, Erkenschwick, Kr. Recklinghausen i.W. 1937
- Märchen vom Jägerhaus, Köln 1937
- Der Schlüssel zur Kirchenmacht, München 1937
- Israels Geheimplan der Völkervernichtung, München 1938
- Märchen aus dem Zauberwald, Köln 1938
- Die sieben Meister und andere Märchen, Köln 1938
- Israels Ritualmord an den Völkern, München 1939
- Meier, der Dackel, Lengerich 1939
- Der zurückbeschnittene Moses, München 1939
- Kleines Bibellexikon für das deutsche Volk, München 1940
- Rom in seinen Heiligen, München 1940
- Die glücklichen Inseln, Regensburg 1949
- Das Mondschiff, Köln 1949
- Der Fall Wehrhahn, Köln 1951
- Adler der schwarzen Berge, Stuttgart 1953
- Flucht aus Anatolien, Köln 1955
- Gicks im Ofen und andere Märchen, Köln 1957
- Zeit und Ewigkeit, Düsseldorf-Kaiserswerth 1958
- Mein Schirm, kein Schirm, Köln 1960
- Der Garten Gloria und andere Märchen, Köln 1961
- Der bunte Kuckuck, Köln 1962

## Gedigeerd
- Friedrich Dedekind : Grobianus, München 1921
- Adelheid von Veith : Aus altpreußischen Tagen, Leipzig [u. a.] 1922
- Paracelsus: Sämtliche Werke, Wiesbaden (samen met Karl Sudhoff geredigeerd) 
  - Abt. 1. Die medizinischen, naturwissenschaftlichen und naturphilosophischen Schriften
    - Bd. 6. Aus dem Jahr 1528 (Kolmar im Elsaß), 1922
    - Bd. 7. Die Nürnberger Syphilisschriften u. a., 1923
- Alte Tiergeschichten, Zürich 1923 (herausgegeben zusammen mit Martin Vögeli)
- Hans Jakob Christoffel von Grimmelshausen: Das wunderbarliche Vogel-Nest, Leipzig [u. a.] 1923
- Friedrich Nietzsche: Der Antichrist, Berlin 1941
- Friedrich Nietzsche: Gedanken über Religion, Dortmund 1943